# 観光局 (タイ)
タイ王国観光・スポーツ省観光局 (タイ語:กรมการท่องเที่ยว、英語：Department of Tourism）は、タイ内閣観光・スポーツ省の内部部局の一つ。別組織であるタイ国政府観光庁（TAT）も「タイ観光局」と呼ばれることがある。

## 概要
観光局は、観光全般に関わる国家行政を担当し、観光産業の水準向上と観光地運営事業の発展に寄与することを目的とする政府機関である。

## 歴史
2002年10月3日、省庁改編に伴ってタイ観光・スポーツ省内部部局観光開発事務局として設置。独立行政法人タイ国政府観光庁の業務と首相府広報局から業務を移譲された映画関連業務を行っており、2010年8月27日、観光局に改称。

## 所在地
バンコク ラーマ1世通り パトゥムワン区 ワンマイ地区 国立競技場 （สนามกีฬาแห่งชาติ ถนนพระรามที่ 1 แขวงวังใหม่ เขตปทุมวัน กรุงเทพมหานคร 10330）

## 部局
- 局総務部 （กองกลาง）
- 観光事業開発部 （สำนักพัฒนาบริการท่องเที่ยว）
- 観光事業・ガイド登録部 （สำนักทะเบียนธุรกิจนำเที่ยวและมัคคุเทศก์）
- 観光地開発部 （สำนักพัฒนาแหล่งท่องเที่ยว）
- フィルム事業部 （กองกิจการภาพยนตร์ ）‐フィルムオフィス（タイ国内での映画撮影の許可を与える）
- 行政組織改善部（กลุ่มพัฒนาระบบบริหาร）
- 内部監査部 （กลุ่มตรวจสอบภายใน ）

## 関連事項
- 観光・スポーツ省 (タイ)